# Prva pošta u Brčkom
Prva pošta u Brčkom naziv je prve namjenski izgrađene građevine u Brčkom, za potrebe poštanskog prometa. Proglašena je za nacionalni spomenik Bosne i Hercegovine. Nalazi se u naselju Kolobara u kojem su još dva nacionalna spomenika: Islahijjet i Kučukalića kuća.

## Povijest
Organizacija suvremene pošte i njene mreže počinje u vrijeme bosanskog vezira Topal Osman-paše (1861. – 1896.), i donošenja Seferske naredbe. Prva pošta (telegrafska stanica) ustanovljena je u Mostaru 1858. godine, a u Sarajevu 1864. godine. 
Brčanska pošta otvorena je 1864. godine, a zgrada se nalazila u naselju Kolobara. U toj pošti je radio samo jedan službenik a sav poštanski promet odvijao se prema Bosanskom Šamcu, Zvorniku, Tuzli i Sarajevu. Pošta imala je žig, koji je bio u uporabi od 1865. do 1878. godine, i na njemu je, na turskom jeziku pisalo: POSTEHANA BRČKI (Poštanski ured Brčki).
Dolaskom Austro-Ugarske 1878. godine, u zgradu pošte useljava se 17-etapna poštanska postaja s jednim službenikom. Već 1879. godine preimenovana je u stalnu Vojnu poštu i imala je svoj žig s nazivom K.und K.MILIT.POST-BRČKA (Carska i kraljevska vojna pošta). Na tom žigu mijenja se i naziv grada iz BRČKI u BRČKA. Iste godine uspostavljen je prvi telegram s neograničenom dnevnom i noćnom službom. Telegrafska linija povezivala je Brčko preko Rajevog Sela s područjem Hrvatske. Sljedeće, 1879. godine uspostavljena je izravna telegrafska linija Osijek – Vinkovci – Brčko. Za poštanske pošiljke bio je organizovan 1892 i kolski prijevoz na relaciji Brčko – Tuzla. Običnim zaprežnim kolima prevožene su poštanske pošiljke na relacijama prema Obudovcu, Gornjem Rahiću i Bukviku.
Tokom 1904. godine otvorena je lokalna telefonska centrala u Brčkom, koja je bila povezana s osam bosanskohercegovačkih gradova. Veza s Vinkovcima uspostavljena je 1907. godine. Struktura telefonskih pretplatnika u Brčkom 1913. godine: od ukupno 38 brojeva vojna i civilna vlast imala je 7, trgovine, hoteli i kafane 12, banke 10, odvjetnici 2, ljekari i bolnice 3 i tvornice i poduzeća 4 pretplatnika. Tokom 1912 organizovane su pomoćne pošte u okolnim naseljima.
U posljednjem desetljeću austrougarske uprave došlo je do formiranja tzv. ambulantnih pošta na važnijim pravcima u zemlji. Takva ambulantna pošta postojala je i na pravcu Brčko – Vinkovci.

## Opis
Austrougarska pošta će u staroj zgradi ostati sve do 1892. godine kada se, po završetku izgradnje brčanske Gradske vijećnice, seli u nove prostorije i u Vijećnici će ostati sve do 1894. godine. Tada se ponovo preseljava u novosagrađenu zgradu. Ovu novu zgradu je izgradio brčanski poduzetnik Ali-aga Kučukalić koji ju je ustupio pod najam Austrougarskoj vladi. U toj će zgradi pošta raditi i u vrijeme Kraljevine Jugoslavije, Nezavisne Države Hrvatske-a i u doba socijalističke vladavine, odnosno sve do 1959. godine kada se preseljava u novu zgradu u centru grada.
Objekt pošte je prizeman i ima ugaonu dispoziciju, u obliku slova "L" (s dva asimetrična krila) ukupne površine od 511 m2. Ukupna visina objekta je oko 8,4 m. Na fasadi nalazi se 14 otvora od kojih je 13 prozorskih. Ulične fasade objekta, riješene su u duhu historicizma, što se ogleda u pravilnom ritmu prozorskih otvora,  istaknutim krovnim vijencem, i horizontalnoj podjeli na plitko odvojene trake. Duž čitavog objekta krovni vijenac je blago istaknut i profilisan s karakterističnim ležećim olukom. Ispod njega se nalazi plitki friz koji završava horizontalnom profilacijom, koja se proteže takođe duž obje glavne fasade. Krovni vijenac, friz i horizontalna profilacija tvore okvir kompletne kompozicije uličnih pročelja, koji s nizovima prozora na fasadnim plohama, naglašavaju izrazitu horizontalnost.

## Vanjske povezice
- Historijski razvoj pošte u Bosni i Hercegovini
- Prve brčanske pošte.